# Saint-Louis-du-Ha! Ha!
Saint-Louis-du-Ha! Ha! és un municipi del municipi regional de comtat (MRC) de Témiscouata, al Quebec (Canadà), situat a la regió administrativa de Bas-Saint-Laurent.

## Geografia
Saint-Louis-du-Ha! Ha! està situat sobre un pujol de l'altiplà dels Apalatxes, a 400 metres d'altitud, a mig camí entre el riu de Sant Llorenç i la frontera del Quebec amb Nova Brunswick. Localitzat al sud-est de la Rivière-du-Loup, la població se situa sobre la carretera 185 entre Cabano i Saint-Honoré-de-Témiscouata. Allà hi ha dos llacs: el llac Dole i el llac Savane.

## Origen del nom
L'origen de l'Ha! Ha! del nom d'aquest municipi ha estat objecte de diverses interpretacions, algunes de les quals són bastant fantasioses. Entre les hipòtesis existents, s'ha arribat a afirmar que prové de la fura o innu ahaha, que vol dir camí, o fins i tot de l'amerindi hexcuewaska, que significa alguna cosa inesperada. Aquest últim sentit és molt proper al d'una altra interpretació de la mateixa font, l'expressió Ah! Ah!, que haurien llançat per sorpresa els primers viatgers en arribar al llac Témiscouata, sorpresos per la seva bellesa. Tanmateix, la Comissió de Toponímia del Quebec revela que, en realitat, haha és un arcaisme de la llengua francesa que designa una via sense sortida o un obstacle inesperat. Era, doncs, més aviat el trajecte de 80 km que havien d'efectuar els viatgers amb barca pel llac Témiscouata passant pel territori del futur municipi el que hauria donat, per deformació al llarg del temps, aquest curiós topònim.
El Louis al qual fa referència el nom del poble és també polèmic. Se n'han assenyalat tres orígens: l'un fa honor a Louis Marquis –un dels primers colons de la regió–, un altre seria Louis-Antoine Proulx (1810-1896) –rector de Pointe-du-Lac (1836-1840)– i, finalment, de Rivière-du-Loup (1840-1854). Però la hipòtesi més versemblant és la que fa referència a l'abat Louis-Nicolas Bernier (1833-1914), rector de Notre-Dame-du-Lac de 1867 a 1871 i de Sainte-Anne-de-la-Pointe-au-Père de 1895 a 1903.

## Activitats i atractius
Fins als anys 1970, l'agricultura era la principal activitat de la població. Des del començament dels anys 1980, el desenvolupament del turisme i de l'estiueig ha permès diversificar l'economia local.
Avui trobem diversos atractius en aquesta petita localitat:
- El llac Dôle, un antic camp privat de caça i de pesca, també conegut com la Seigneurie de Thomas, és un lloc d'estiueig que va ser fet públic pel Govern canadenc. Allí s'ha condicionat un càmping (Camping des Huarts) i es poden practicar activitats com ara la pesca, el bany i l'excursió a peu.
- L'estació científica del Bas-Saint-Laurent, ASTER (lloc web oficial), instal·lada allí des del 1976. Es tracta d'un centre de divulgació científica on es presenten exposicions temporals i permanents als visitants. També hi ha un observatori astronòmic. L'estació va obtenir el Premi Michael Smith el 1997 "pel seu compromís a la promoció de les ciències i de les tecnologies". Allà se celebra anualment un festival dels Perseids.
- Un camp de golf, el Golf du Témis.
- La pista ciclista del Petit-Témis, que a l'hivern es converteix en una pista per a les motos de neu. Aquesta pista, que connecta Rivière-du-Loup amb Edmundston a Nova Brunswick, va ser inclosa en 1999 a la Route Verte, la xarxa provincial de vies ciclistes.